# Лухэ (Шаньвэй)
Лухэ́ (кит. упр. 陆河, пиньинь Lùhé) — уезд городского округа Шаньвэй провинции Гуандун (КНР).

## История
Исторически эти места были частью уезда Луфэн.
Постановлением Госсовета КНР от 1 января 1988 года был расформирован округ Хойян, а вместо него было образовано несколько городских округов; уезды Луфэн и Хайфэн были выделены в отдельный городской округ Шаньвэй, при этом северная часть уезда Луфэн была выделена в отдельный уезд Лухэ.

## Административное деление
Уезд делится на 8 посёлков.